# Pedicularis densiflora
Pedicularis densiflora är en snyltrotsväxtart som beskrevs av George Bentham. Pedicularis densiflora ingår i släktet spiror, och familjen snyltrotsväxter. Inga underarter finns listade i Catalogue of Life.

## Bildgalleri

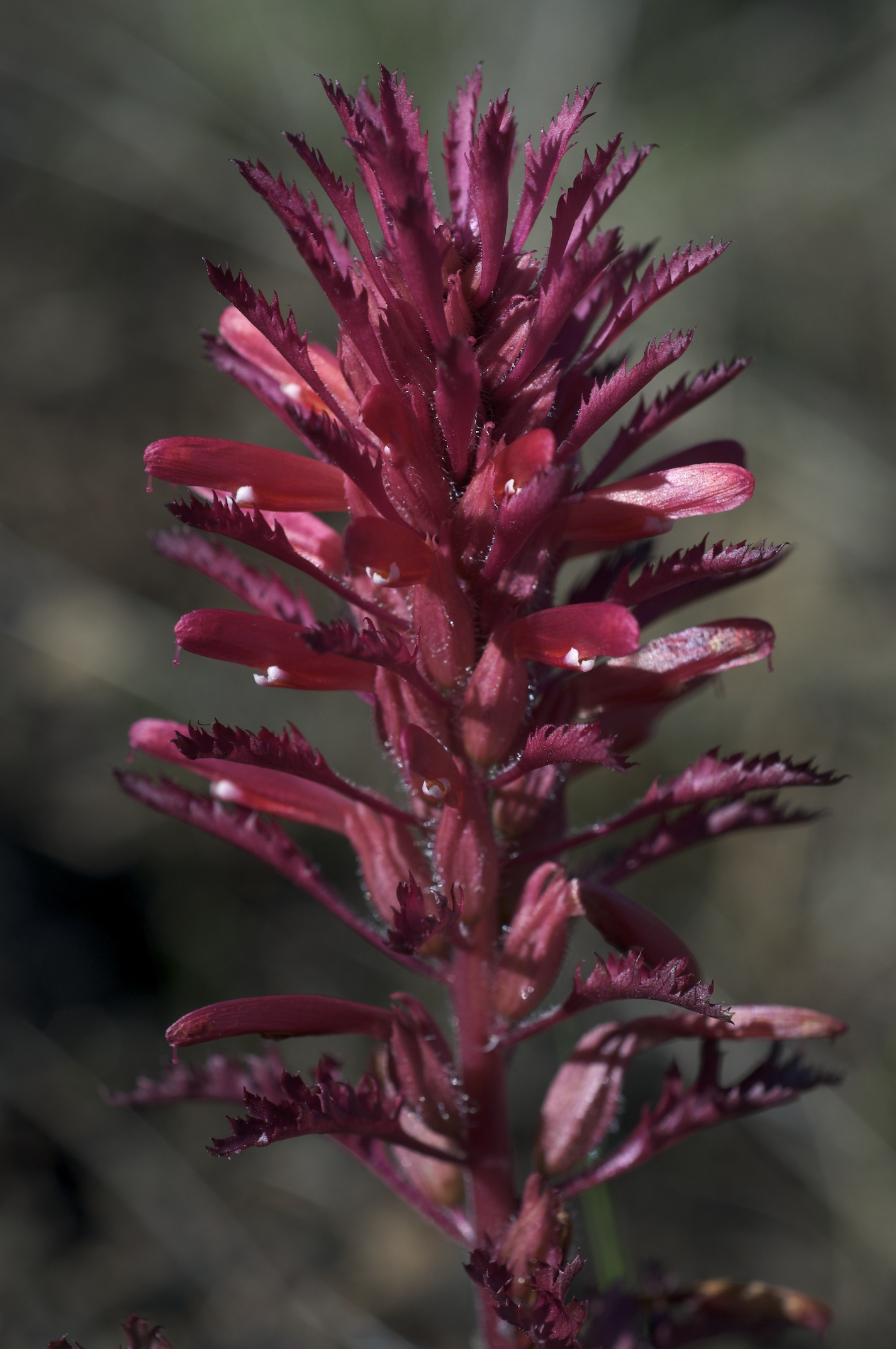